# Pheidologeton rugiceps
Pheidologeton rugiceps är en myrart som först beskrevs av Oswald Heer 1850.  Pheidologeton rugiceps ingår i släktet Pheidologeton och familjen myror. Inga underarter finns listade i Catalogue of Life.